# وارن ووزل
ورنس ووزلس (به فرانسوی: Varennes-Vauzelles) یک کمون در فرانسه است که در Canton of Guérigny واقع شده‌است.

## خصوصیات
ورنس ووزلس ۳۳٫۹۹ کیلومترمربع مساحت و ۱۰٬۲۱۱ نفر جمعیت دارد و ۱۹۵ متر بالاتر از سطح دریا واقع شده‌است.